# Alligator thomsoni
Alligator thomsoni — викопний вид алігаторів, який існував у період раннього міоцену. Ареал був переважно в тому, що зараз відомо як Небраска, Сполучені Штати.

## Заміри
Середній розмір черепа A. thomsoni становить 363,0 × 223.0 міліметрів. Виходячи з довжини, орієнтовна маса тіла 67.8 кг.